# Machine Head (álbum)
Machine Head é o sexto álbum de estúdio da banda britânica de rock Deep Purple. Foi gravado no Grand Hotel de Montreux, na Suíça, em dezembro de 1971, no estúdio móvel dos The Rolling Stones, e foi lançado em março de 1972 nos Estados Unidos pela Warner Bros. Records.
O álbum é uma das gravações mais bem-sucedidas da banda, liderando as paradas de sucesso em diversos países depois de seu lançamento. Em 2001 a revista Q o classificou como um dos "50 álbuns mais pesados de todos os tempos".
Comercialmente, é o álbum mais bem sucedido da carreira da banda, atingindo o topo das paradas musicais em diversos países. O álbum estreou no 1° lugar nas paradas britânicas e permaneceu no top 40 por 20 semanas, e na Billboard 200 dos Estados Unidos, estreando na 7° posição e permanecendo na parada por 118 semanas.
Machine Head foi tema de um episódio da série de documentários Classic Albums, sobre a gravação de álbuns famosos. Foi lançado nos formatos Super Audio CD, em 2003, e DVD-Audio, em 2001.

## Gravação
As condições nas quais as gravações originais foram feitas são um tanto extraordinárias. Após contratar o equipamento do Rolling Stones Mobile One, estúdio móvel do Rolling Stones - comandada pelo "6º Stone", Ian "Stu" Stweart , a banda gravou todas as faixas em instalações de um hotel de Montreux, sem overdubs. A letra de "Smoke on the Water" menciona o fato, e a citação "Frank Zappa and the Mothers" se refere ao show de Zappa num cassino vizinho, que se incendiou alguns dias antes do início das sessões de gravação do Machine Head.
A canção "When a Blind Man Cries" também foi gravada durante estas sessões, porém não foi incluída no álbum, e acabou sendo usada como lado B do single "Never Before". A canção apareceu como faixa-bônus na edição especial de 25 anos do álbum.
A turnê de promoção do Machine Head incluiu uma viagem ao Japão, que seria registrada e lançada posteriormente como o álbum duplo ao vivo Made in Japan.

## Lançamento e recepção
Machine Head atingiu o primeiro lugar nas paradas britânicas no prazo de sete dias de seu lançamento, permanecendo lá por duas semanas antes de voltar em maio para mais uma semana. Nos Estados Unidos, o álbum alcançou o número sete, permanecendo nas paradas por dois anos.
Lester Bangs da Rolling Stone elogiou "Highway Star" e "Space Truckin" de letras, embora ele foi menos elogioso sobre as músicas restantes: "Entre esses dois clássicos do Deep Purple nada está bom, a música hard-golpear, embora algumas das letras podem deixar um pouco a desejar". Robert Christgau avaliado o álbum com um B, escrevendo "eu aprovo a sua velocidade, e Ritchie Blackmore tem apanhou alguma auto-disciplina, bem como algumas sonoridades licks suspeitas de seus amigos em Londres". O crítico da Allmusic, Eduardo Rivadavia, chamou Machine Head de "um dos álbuns essenciais do hard rock em todos os tempos".
Machine Head contém clássicos e influência do blues. Blackmore confirmou que a progressão de acordes para os solos em "Highway Star" foi inspirado no trabalho do compositor do século XVIII Johann Sebastian Bach. A canção foi composta realmente por Blackmore e Gillan no início dos concertos de Fireball em um ônibus viajando para Portsmouth Guild Hall, em resposta a uma pergunta de um membro da imprensa a respeito de como a banda criou seu material.
A revista Kerrang! listou o álbum no número 35 entre as "100 Maiores Álbuns de Heavy Metal de Todos os Tempos", em 1989.
Em uma enquete da Observer Music Monthly sobre os maiores álbuns britânica, Ozzy Osbourne escolheu Machine Head como um de seus 10 discos favoritos de todos os tempos.
Machine Head é o tema de uma série de documentários da Classic Albums sobre a produção de álbuns famosos. Machine Head foi lançado no formato surround em DVD-Audio (2001) e SACD (2003) e, mais recentemente, também em SACD em 17 agosto de 2011, pela Warner Japão em sua série Warner Premium Sound (que é o mesmo que a versão DVD-Audio de 2001).

## Paradas musicais
| Ano  | Chart                     | Posição |
| ---- | ------------------------- | ------- |
| 1972 | UK Albums Chart           | 1       |
| 1972 | German Albums Chart       | 1       |
| 1972 | Austrian Albums Chart     | 1       |
| 1972 | Australian Albums Chart   | 1       |
| 1972 | Danish Albums Chart       | 1       |
| 1972 | Finland Albums Chart      | 1       |
| 1972 | French Albums Chart       | 1       |
| 1972 | Yugoslav Albums Chart     | 1       |
| 1972 | Italian Albums Chart      | 1       |
| 1972 | Dutch Albums Chart        | 2       |
| 1972 | Norwegian Record Charts   | 3       |
| 1972 | Swedish Albums Chart      | 4       |
| 1972 | Japanese Albums Chart     | 6       |
| 1972 | US Billboard Albums Chart | 7       |
| 1973 | Canadian RPM Albums Chart | 1       |

## Lista de faixas
Todas as canções foram compostas por Ritchie Blackmore, Ian Gillan, Roger Glover, Jon Lord e Ian Paice.	
| Lado A |                    |         |  |
| N.º    | Título             | Duração |  |
| 1.     | "Highway Star"     | 6:05    |  |
| 2.     | "Maybe I'm a Leo"  | 4:51    |  |
| 3.     | "Pictures of Home" | 5:03    |  |
| 4.     | "Never Before"     | 3:56    |  |

| Lado B |                      |         |  |
| N.º    | Título               | Duração |  |
| 1.     | "Smoke on the Water" | 5:40    |  |
| 2.     | "Lazy"               | 7:19    |  |
| 3.     | "Space Truckin'"     | 4:31    |  |